# Livius
Livius este numele unei influente familii din Roma antică. La origine familia făcea parte din plebe. 
Unii membri proeminenți ai familiei: 
- Livius Andronicus
- Titus Livius
- Livia Augusta (Livia Drusilla, soția lui Cezar August)